# مرهم ويتفيلد

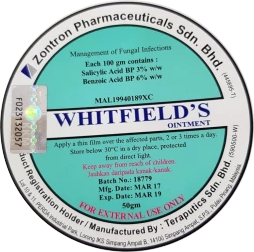

مرهم ويتفيلد (Whitfield's ointment) هو عبارة عن حمض الصفصاف وحمض البنزويك في قاعدة مناسبة، مثل اللانولين أو الفازلين.

## شكل و تركيز الدواء
المرهم الأصلي يحوي على حمض الصفصاف 3٪ وحمض البنزويك 6٪، ولكن قد تستخدم أيضاً نسب أخرى. يمكن أن يكون لها تأثير حرق خفيف يمكن أن يتلاشى بعد بضع دقائق.

## الاستعمال الطبي
من مضادات الالتهابات
- يستخدم لعلاج الالتهابات الفطرية، مثل قدم الرياضي.
- يعالج تهيج الجلد والالتهابات الناجمة عن الحروق، لدغ الحشرات، الأكزيما.[4]

حمض البنزويك (حمض الجاوي) يساعد على منع العدوى التي تسببها البكتيريا و له خصائص مضادة للبكتيريا و مضادة للفطريات. حمض الساليسيلك (حمض الصفصاف) يساعد الجسم على التخلص خلايا الجلد خشنة أو الميتة . حمض البنزويك وحمض الساليسيلك (حمض الصفصاف) يعالج تهيج الجلد والالتهابات الناجمة عن الحروق ولدغ الحشرات، والالتهابات الفطرية ، والاكزيما.

## الحمل والإرضاع
- من غير المعروف ما إذا كان هذا الدواء ضاراً على الجنين، أخبري طبيبك إذا كنتِ حاملاً أو تخططي لتصبحي حاملاً أثناء العلاج.
- ومن غير المعروف ما إذا كان يمر في حليب الثدي أو إذا كان يمكن أن يضر بالطفل الرضيع.
- لا تستخدم هذا الدواء دون ابلاغ الطبيب إذا كنتِ تقومي بالرضاعة الطبيعية لطفلك.

## الآثار الجانبية
- يمكن أن يحصل التهاب خفيف موضعي ، احمرار ، تقشر، جفاف، و حكة الجلد.
- يجب الحصول على المساعدة الطبية في حالات الطوارئ إذا كان لديك أي من هذه العلامات التحسسية: صعوبة في التنفس، تورم الوجه، والشفتين واللسان، أو الحلق.
- قد يحدث شعور بالدفء أو بحرقان يمكن أن يستمر 3 إلى 5 دقائق بعد تطبيق هذا الدواء.
- التوقف عن استخدام الدواء والإتصال بالطبيب إذا استمر احساس الحرق لمدة أطول من 10 أيام.[6]
- الجرعة الفائتة: استخدم الدواء في أقرب وقت حالما تتذكر ذلك. إذا كان الوقت قريباً للجرعة القادمة، تجاوز الجرعة الفائتة وانتظر حتى موعد الجرعة القادمة بالنظام العلاجي الخاص بك، لا تستخدم جرعة إضافية لتعويض الجرعة المنسية.
- زيادة الجرعة: التمس العناية الطبية الطارئة إذا كنت تعتقد أنك قد استخدمت الكثير من هذا الدواء.
- أعراض الجرعة الزائدة قد تتضمن حرق شديد أو تهيج جلدي.

## التداخلات الدوائية
قد تكون هناك أدوية يمكن أن تتفاعل مع حمض البنزويك وحمض الساليسيليك، أخبر طبيبك عن كل وصفة طبية وحتى الأدوية التي تُعطى بدون وصفة التي تستخدمها مع هذا الدواء، وتشمل الفيتامينات والمعادن، المنتجات العشبية. لا تبدأ باستخدام دواء جديد دون إخبار الطبيب بذلك.

## تحذيرات
- قبل استخدام هذا الدواء، أخبر طبيبك إذا كان لديك حساسية من البولي ايثيلين غليكول.
- هذا الدواء معد للاستخدام على الجلد فقط. تجنب وصوله إلى العينين، الأنف، أو الفم.

## الحفظ والتخزين
يُحفظ في درجة حرارة الغرفة بعيداً عن الرطوبة والحرارة.